# Saint-Étienne-du-Bois (Ain)
Saint-Etienne-du-Bois – miejscowość i gmina we Francji, w regionie Owernia-Rodan-Alpy, w departamencie Ain.

## Demografia
Według danych na styczeń 2012 roku gminę zamieszkiwało 2545 osób, a gęstość zaludnienia wynosiła 89,7 osób/km².

Populacja Saint-Etienne-du-Bois w latach 1962–2008